# Martin Basl
Martin Basl (ur. 21 czerwca 1990 r. w Pradze) – czeski wioślarz.

## Osiągnięcia
- Mistrzostwa Świata Juniorów – Linz 2008 – ósemka – 7. miejsce[1].
- Mistrzostwa Świata U-23 – Brześć 2010 – czwórka podwójna – 4. miejsce[1].
- Mistrzostwa Europy – Montemor-o-Velho 2010 – czwórka podwójna – 7. miejsce[1].